# Australian Championships 1968
| ◄ Australian Championships 1968 ►                                            | ◄ Australian Championships 1968 ► |
| ---------------------------------------------------------------------------- | --------------------------------- |
| Datum:                                                                       | 19.–29. Januar 1968               |
| Auflage:                                                                     | 56. Australian Championships      |
| Ort:                                                                         | Melbourne                         |
| Belag:                                                                       | Rasen                             |
| Titelverteidiger                                                             |                                   |
| Herreneinzel:                                                                | Roy Emerson                       |
| Dameneinzel:                                                                 | Nancy Richey                      |
| Herrendoppel:                                                                | John Newcombe Tony Roche          |
| Damendoppel:                                                                 | Lesley Turner Judy Tegart         |
| Mixed:                                                                       | Lesley Turner Owen Davidson       |
| Sieger                                                                       |                                   |
| Herreneinzel:                                                                | Bill Bowrey                       |
| Dameneinzel:                                                                 | Billie Jean King                  |
| Herrendoppel:                                                                | Dick Crealy Allan Stone           |
| Damendoppel:                                                                 | Karen Krantzcke Kerry Melville    |
| Mixed:                                                                       | Billie Jean King Dick Crealy      |
| Grand Slams 1968                                                             |                                   |
| - Australian Championships - French Open - Wimbledon Championships - US Open |                                   |

Die 56. Australian Championships 1968 waren ein Tennis-Rasenplatzturnier der Klasse Grand Slam, das von der ILTF veranstaltet wurde. Es fand vom 19. bis 29. Januar 1968 in Melbourne, Australien statt.
Titelverteidiger im Einzel waren Roy Emerson bei den Herren sowie Nancy Richey bei den Damen. Im Herrendoppel waren John Newcombe und Tony Roche, im Damendoppel Lesley Turner / Judy Tegart die Titelverteidiger. Im Mixed waren Lesley Turner und Owen Davidson die Titelverteidiger.

## Herreneinzel

### Setzliste
| Nr. | Spieler              | Erreichte Runde |
| --- | -------------------- | --------------- |
| 01. | Juan Gisbert         | Finale          |
| 02. | Bill Bowrey          | Sieg            |
| 03. | Ray Ruffels          | Halbfinale      |
| 04. | Manuel Orantes       | Viertelfinale   |
| 05. | Graham Stilwell      | 2. Runde        |
| 06. | Barry Phillips-Moore | Halbfinale      |
| 07. | Dick Crealy          | Viertelfinale   |
| 08. | Michael Belkin       | Viertelfinale   |

| Nr. | Spieler          | Erreichte Runde |
| --- | ---------------- | --------------- |
| 09. | Peter Curtis     | 1. Runde        |
| 10. | Allan Stone      | Viertelfinale   |
| 11. | Sutarjo Sugiarto | 2. Runde        |
| 12. |                  | Rückzug         |
| 13. | Phil Dent        | Viertelfinale   |
| 14. | Gondo Widjojo    | 1. Runde        |
| 15. | Ray Keldie       | Achtelfinale    |
| 16. | Jun Kamiwazumi   | 2. Runde        |

## Dameneinzel

### Setzliste
| Nr. | Spielerin        | Erreichte Runde |
| 1.  | Lesley Turner    | Viertelfinale   |
| 1.  | Billie Jean King | Sieg            |
| 3.  | Rosie Casals     | Viertelfinale   |
| 3.  | Judy Tegart      | Halbfinale      |
| 5.  | Kerry Melville   | Achtelfinale    |
| 5.  | Kathleen Harter  | Viertelfinale   |
| 7.  | Mary-Ann Eisel   | Achtelfinale    |

| Nr. | Spielerin         | Erreichte Runde |
| 7.  | Margaret Court    | Finale          |
| 9.  | Elena Subirats    | 2. Runde        |
| 9.  | Karen Krantzcke   | Viertelfinale   |
| 11. | Ada Bakker        | 1. Runde        |
| 11. | Gail Sherriff     | Achtelfinale    |
| 13. | Helen Gourlay     | 1. Runde        |
| 13. | Lorraine Robinson | 1. Runde        |

## Herrendoppel

### Setzliste
| Nr. | Paarung                      | Erreichte Runde |
| --- | ---------------------------- | --------------- |
| 01. | Bill Bowrey Ray Ruffels      | Halbfinale      |
| 02. | Peter Curtis Graham Stilwell | Viertelfinale   |
| 03. | Juan Gisbert Manuel Orantes  | Halbfinale      |
| 04. | Dick Crealy Allan Stone      | Sieg            |

| Nr. | Paarung                      | Erreichte Runde |
| --- | ---------------------------- | --------------- |
| 05. | Terry Addison Ray Keldie     | Finale          |
| 06. | John Fraser Neale Fraser     | Viertelfinale   |
| 07. | Michael Belkin Geoff Pollard | Achtelfinale    |
| 08. | Will Coghlan Colin Stubs     | 1. Runde        |

## Damendoppel

### Setzliste
| Nr. | Paarung                        | Erreichte Runde |
| 1.  | Rosie Casals Billie Jean King  | Halbfinale      |
| 1.  | Karen Krantzcke Kerry Melville | Sieg            |
| 3.  | Judy Tegart Lesley Turner      | Finale          |
| 3.  | Mary-Ann Eisel Lynne Nette     | Viertelfinale   |
| 5.  | Kaye Dening Helen Gourlay      | Viertelfinale   |
| 5.  | Margaret Court Gail Sherriff   | Halbfinale      |

## Mixed

### Setzliste
| Nr. | Paarung                      | Erreichte Runde |
| --- | ---------------------------- | --------------- |
| 01. | Bill Bowrey Lesley Turner    | Halbfinale      |
| 02. | Dick Crealy Billie Jean King | Sieg            |
| 03. | Ray Ruffels Karen Krantzcke  | Halbfinale      |
| 04. | Allan Stone Margaret Court   | Finale          |

| Nr. | Paarung                     | Erreichte Runde |
| --- | --------------------------- | --------------- |
| 05. | Terry Addison Judy Tegart   | Viertelfinale   |
| 06. | Ray Keldie Kathleen Harter  | 1. Runde        |
| 07. | Warren Jacques Rosie Casals | Viertelfinale   |
| 08. | Peter Curtis Mary-Ann Eisel | Viertelfinale   |